# Koos Moerenhout
Jacobus "Koos" Moerenhout (nascido em 5 de novembro de 1973) é um ex-ciclista profissional holandês.
Defendeu as cores dos Países Baixos participando na prova individual e por equipes de ciclismo em estrada nos Jogos Olímpicos de Verão de 2000, disputadas na cidade de Sydney, Austrália.